# Альберт Шедлер
Альберт Шедлер (нім. Albert Schädler; 24 грудня 1848, Вадуц — 17 червня 1922, Мюнхен) — лікар та спікер Ландтагу Ліхтенштейну.

## Життєпис
Альберт Шедлер був другим сином лікаря Карла Шедлера (1804—1872) та Катарини Вальзер; народився у Вадуці 24 грудня 1848 року. Його батько був державним лікарем, очолював у 1848 році Конституційний комітет; у 1849 році представляв Ліхтенштейн, як державу-члена Німецького союзу, на Національних зборах у Франкфурті.
Після початкової школи Альберт Шедлер закінчив гімназію у Фельдкірху та поступив колегіуму у Швіці, який закінчив у 1867 році. Після цього два семестри вивчав теологію у семінарії в Майнці, а згодом здобував медичну освіту в університетах Відня, Цюриху та Гіссену. Навчання завершив у 1871 році.
З 1872 року Альберт Шедлер розпочав медичну практику в Вадуці та Бад Рагазі. У тому ж році він одружився з Альбертіною Берл, дочкою начальника пошти Едварда Берла з Фельдкірху.
У 1882—1886 та 1890—1919 роках був депутатом парламенту Ліхтенштейну та обіймав посаду спікера.
Альберт Шедлер був одним із засновників у 1901 році Історичного товариства, яке він очолював до 1922 року. Навіть поза межами історичного товариства він усіма силами сприяв розвитку культурного та громадського життя в Ліхтенштейні. В молодості Шедлер писав вірші, мав добрий слух і талант співака. Брав участь в організації І-го Ліхтенштейнського свята пісні у 1879 році. На багатьох громадських заходах виступав в ролі ведучого. У 1916 році заснував «благодійний фонд для практичної підготовки молодих дочок народу», і пожертвував 40000 крон для утримання школи.
Альберт Шедлер помер 17 червня 1922 року в Мюнхені; 22 червня він був похований у Вадуці.

## Сім'я
Альберт Шедлер мав двох дітей.